# TMEM218
TMEM218 (англ. Transmembrane protein 218) – білок, який кодується однойменним геном, розташованим у людей на 11-й хромосомі. Довжина поліпептидного ланцюга білка становить 115 амінокислот, а молекулярна маса — 12 459.
| 10         |  | 20         |  | 30         |  | 40         |  | 50         |
| ---------- |  | ---------- |  | ---------- |  | ---------- |  | ---------- |
| MAGTVLGVGA |  | GVFILALLWV |  | AVLLLCVLLS |  | RASGAARFSV |  | IFLFFGAVII |
| TSVLLLFPRA |  | GEFPAPEVEV |  | KIVDDFFIGR |  | YVLLAFLSAI |  | FLGGLFLVLI |
| HYVLEPIYAK |  | PLHSY      |  |            |  |            |  |            |

A: Аланін

C: Цистеїн

D: Аспарагінова кислота

E: Глутамінова кислота

F: Фенілаланін

G: Гліцин

H: Гістидин

I: Ізолейцин

K: Лізин

L: Лейцин

M: Метіонін

P: Пролін

R: Аргінін

S: Серин

T: Треонін

V: Валін

W: Триптофан

Локалізований у мембрані, клітинних відростках.